# Championnat d'Angleterre de football de deuxième division 2000-2001
Navigation
Édition précédente Édition suivante
La saison 2000-2001 de Football League First Division est la 98e édition de la deuxième division anglaise et la neuvième sous l'appellation Football League First Division.
Les vingt-quatre clubs participants au championnat sont confrontés à deux reprises aux vingt-trois autres pour un total de 552 matchs. La saison régulière démarre en août 2000 et se termine en mai 2001, les barrages de promotion se jouant par la suite. À la fin de la saison, le premier et le deuxième sont promus en Premier League et les quatre suivants s'affrontent en barrages. Les trois derniers sont quant à eux relégués en Football League Second Division.
Fulham FC remporte le championnat et est promu directement comme le vice-champion, Blackburn Rovers. Bolton Wanderers s'impose lors des barrages de promotion et est le troisième promu.

## Compétition

### Classement
Le classement est établi sur le barème de points classique (victoire à 3 points, match nul à 1, défaite à 0).
Pour départager les égalités, on tient d'abord compte du nombre de buts marqués, puis du nombre de buts encaissés.
| Rang | Équipe                   | Pts | J  | G  | N  | P  | Bp | Bc | Diff |
| ---- | ------------------------ | --- | -- | -- | -- | -- | -- | -- | ---- |
| 1    | Fulham FC                | 101 | 46 | 30 | 11 | 5  | 90 | 32 | +58  |
| 2    | Blackburn Rovers         | 91  | 46 | 26 | 13 | 7  | 76 | 39 | +37  |
| 3    | Bolton Wanderers         | 87  | 46 | 24 | 15 | 7  | 76 | 45 | +31  |
| 4    | Preston North End P      | 78  | 46 | 23 | 9  | 14 | 64 | 52 | +12  |
| 5    | Birmingham City          | 78  | 46 | 23 | 9  | 14 | 59 | 48 | +11  |
| 6    | West Bromwich Albion     | 74  | 46 | 21 | 11 | 14 | 60 | 52 | +8   |
| 7    | Burnley FC P             | 72  | 46 | 21 | 9  | 16 | 50 | 54 | -4   |
| 8    | Wimbledon FC R           | 69  | 46 | 17 | 18 | 11 | 71 | 50 | +21  |
| 9    | Watford FC R             | 69  | 46 | 20 | 9  | 17 | 76 | 67 | +9   |
| 10   | Sheffield United         | 68  | 46 | 19 | 11 | 16 | 52 | 49 | +3   |
| 11   | Nottingham Forest        | 68  | 46 | 20 | 8  | 18 | 55 | 53 | +2   |
| 12   | Wolverhampton Wanderers  | 55  | 46 | 14 | 13 | 19 | 45 | 48 | -3   |
| 13   | Gillingham FC P          | 55  | 46 | 13 | 16 | 17 | 61 | 66 | -5   |
| 14   | Crewe Alexandra          | 55  | 46 | 15 | 10 | 21 | 47 | 62 | -15  |
| 15   | Norwich City             | 54  | 46 | 14 | 12 | 20 | 46 | 58 | -12  |
| 16   | Barnsley FC              | 54  | 46 | 15 | 9  | 22 | 49 | 62 | -13  |
| 17   | Sheffield Wednesday FC R | 53  | 46 | 15 | 8  | 23 | 52 | 71 | -19  |
| 18   | Grimsby Town             | 52  | 46 | 14 | 10 | 22 | 43 | 62 | -19  |
| 19   | Stockport County         | 51  | 46 | 11 | 18 | 17 | 58 | 65 | -7   |
| 20   | Portsmouth FC            | 49  | 46 | 10 | 19 | 17 | 47 | 59 | -12  |
| 21   | Crystal Palace           | 49  | 46 | 12 | 13 | 21 | 57 | 70 | -13  |
| 22   | Huddersfield Town        | 48  | 46 | 11 | 15 | 20 | 48 | 57 | -9   |
| 23   | Queens Park Rangers      | 40  | 46 | 7  | 19 | 20 | 45 | 75 | -30  |
| 24   | Tranmere Rovers          | 38  | 46 | 9  | 11 | 26 | 46 | 77 | -31  |

Promotions
- 1er et 2e : promotion en Premier League
- 3e à 6e : barrages de promotion

Relégations
- 22e à 24e : relégation en Football League Second Division

Abréviations
- R : Relégués de Premier League
- P : Promus de Football League Second Division

### Barrages de promotion
|  | Demi-finales | Demi-finales         | Demi-finales      | Demi-finales      |                  |                  | Finale | Finale | Finale | Finale |
|  |              |                      |                   |                   |                  |                  |        |        |        |        |
|  |              |                      |                   |                   |                  |                  |        |        |        |        |
|  | 3            | West Bromwich Albion | 2                 | 0                 |                  |                  |        |        |        |        |
|  | 3            | West Bromwich Albion | 2                 | 0                 |                  |                  |        |        |        |        |
|  | 6            | Bolton Wanderers     | 2                 | 3                 |                  |                  |        |        |        |        |
|  | 6            | Bolton Wanderers     | 2                 | 3                 | Bolton Wanderers | Bolton Wanderers | 3      | 3      |        |        |
|  |              |                      |                   |                   | Bolton Wanderers | Bolton Wanderers | 3      | 3      |        |        |
|  |              |                      | Preston North End | Preston North End | 0                | 0                |        |        |        |        |
|  | 4            | Birmingham City      | Preston North End | Preston North End | 0                | 0                | 1      | 1(2)   |        |        |
|  | 4            | Birmingham City      |                   |                   |                  |                  |        | 1(2)   |        |        |
|  | 5            | Preston North End    | 0                 | 2(4)              |                  |                  |        |        |        |        |
|  | 5            | Preston North End    | 0                 | 2(4)              |                  |                  |        |        |        |        |

Bolton Wanderers remporte la finale au Millennium Stadium et est promu en Premier League.